# Gudrun Pausewang
Gudrun Pausewang (3. března 1928 Mladkov – 23. ledna 2020) byla německá spisovatelka a učitelka, pocházející z Česka, která vydala 78 knih, z toho 22 pro dospělé, 20 pro děti do deseti let a zbytek pro náctileté.

## Život
Gudrun se narodila 3. března 1928 v domku za Mladkovem jako nejstarší ze šesti dětí. Její matka byla učitelka v mateřské školce a otec hospodář, syn ředitele místní školy. Gudrunina mladší sestra, Freya Pausewang (* 1932), se později stala právničkou a spisovatelkou. Její rodina věřila na alternativní styl života, kterým se snažila žít. Po vystudování základní školy začala navštěvovat střední dívčí školu. Její otec zemřel ve druhé světové válce, když jí bylo patnáct. Po skončení války utekla celá rodina do západního Německa.
Zde nastoupila Gudrun na střední školu ve městě Wiesbaden, kterou úspěšně absolvovala roku 1948. Poté začala studovat pedagogickou školu ve Weilburgu. Od roku 1956 učila pět let v německých školách v Chile a dva a půl roku ve Venezuele. V té době procestovala i velkou část Střední a Jižní Ameriky.
Koncem roku 1963 se vrátila do Německa a začala učit na základní škole. O čtyři roky později, tedy v roce 1967, se do Latinské Ameriky vrátila se svým manželem Hermannem Wilcke, kde následujících pět let učila na německé škole. V roce 1972 se rozhodla vrátit se do Německa spolu se svým dvouletým synem. Od tohoto roku pracovala až do důchodu v roce 1989 jako učitelka. Po tom, co odešla do důchodu se začala věnovat i čtení na školách.

## Díla
Gudrun původně psala pouze pro dospělé, až později se rozhodla i pro psaní knih pro děti, které v současnosti tvoří většinu jejích děl. Její knihy se zabývají především problémy zemí třetího světa. Rovněž podporuje ochranu životního prostředí a zakázání jaderných elektráren. Některé z jejích knih se zaobírají i homosexuály. Jedna z jejích nejpopulárnějších knih je Vzpomínám na rozinkovou louku, ve které Gudrun sepsala své vzpomínky na rané dětství a válku. Další známá kniha, Mrak, pojednává o dívce, která přežila jadernou katastrofu, při které ale zemřeli její rodiče a ona se vypořádává s následky.
V roce 1988 získala za svá díla hned dvě ocenění: Německou cenu science fiction a Německou cenu za literaturu pro mládež.

### Přehled děl (výběr)
- Die Wolke[3] (1987)
- Ich habe Hunger - ich habe Durst (1984)
- Die Kinder von Schewenborn (1983)